# Iltiúkovo
Iltiúkovo (en rus: Ильтюково) és un poble del krai de Krasnoiarsk, a Rússia, que en el cens del 2010 tenia 149 habitants. Pertany al districte de Balakhtà.